# Ludwig Diels
Friedrich Ludwig Emil Diels (24 de setembre de 1874 – 30 de novembre de 1945) va ser un botànic alemany. Va ser catedràtic de botànica a les universitats de Marburg i Berlín.

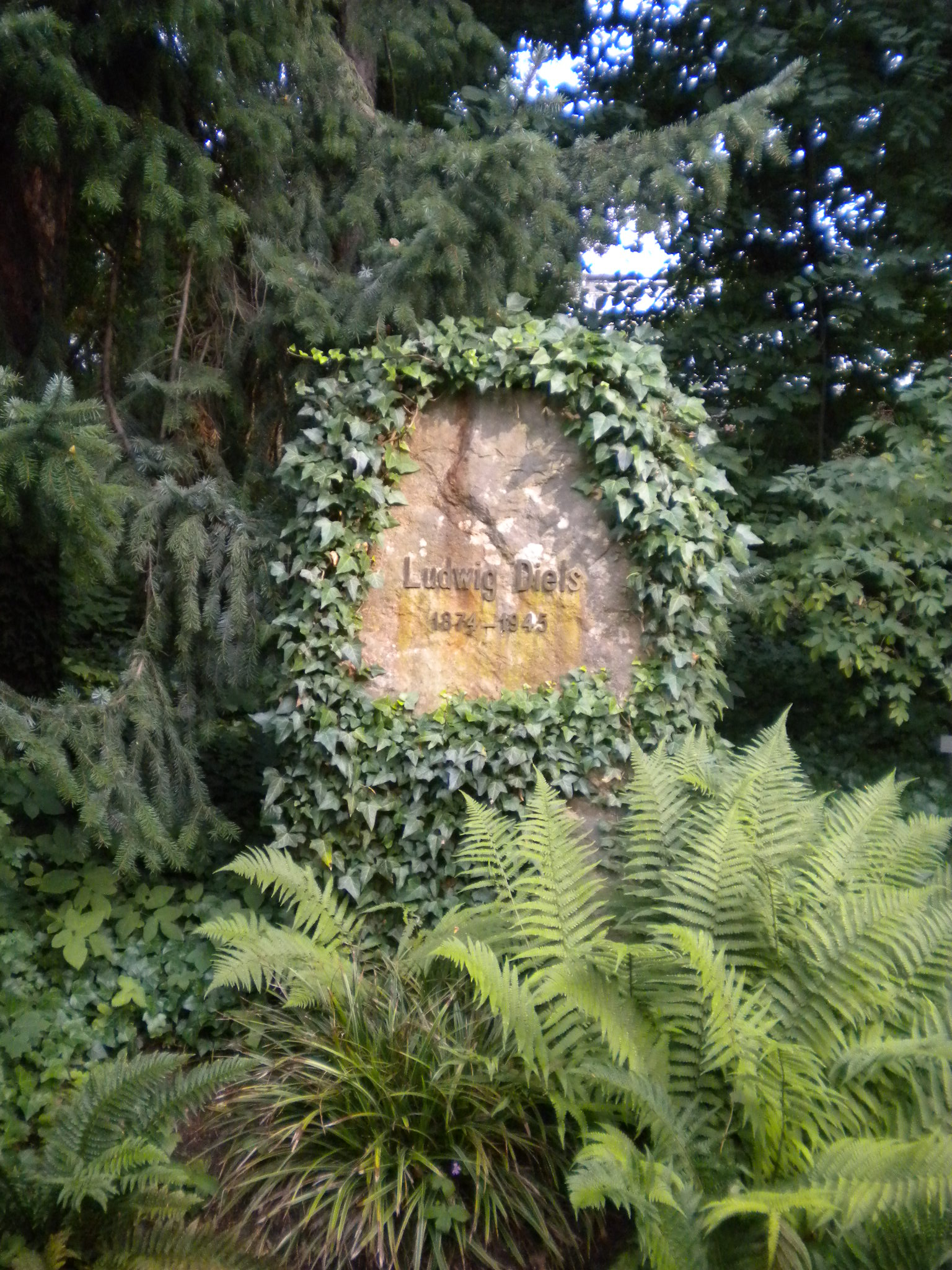
Tomba de Ludwig Diels al Jardí Botànic de Berlin-Dahlem

Diels va néixer a Hamburg, era fill de l'acadèmic Hermann Alexander Diels. Va estudiar a la Universitat de Berlín, on va doctorar amb el botànic Adolf Engler. Des del 1900 al 1902 viatjà junt amb Ernst Georg Pritzel per Sud-àfrica, Java, Austràlia i Nova Zelanda.
Poc abans de la Primera Guerra Mundial viatjà a Nova Guinea i a Equador, i hi va tornar a la dècada dels anys 1930. Especialment per les seves col·leccions d'Austràlia i l'Equador que contenen nombrosos holotips, va enriquir el coneixement de les respectives flores. La seva monografia sobre les Droseraceae de l'any 1906 continua sent un estàndard.
La majoria de la seva col·lecció es va guardar al Jardí i museu botànic de Berlín-Dahlem, del qual va ser el vicedirector des de l'any 1913, i director des del 1921 fins al 1945. Tanmateix les seves col·leccions van ser destruïdes, l'any 1943, durant la guerra per un atac aeri. El seu paper en l'inventari i la descripció de la flora d'Austràlia Occidental continua sent reconegut en l'actualitat.

## Obres
- Diels, Ludwig. Die Pflanzenwelt von West-Australien südlich des Wendekreises (en alemany).  Leipzig: Wilhelm Engelmann, 1906, p. 508.